# Рейнджер парку

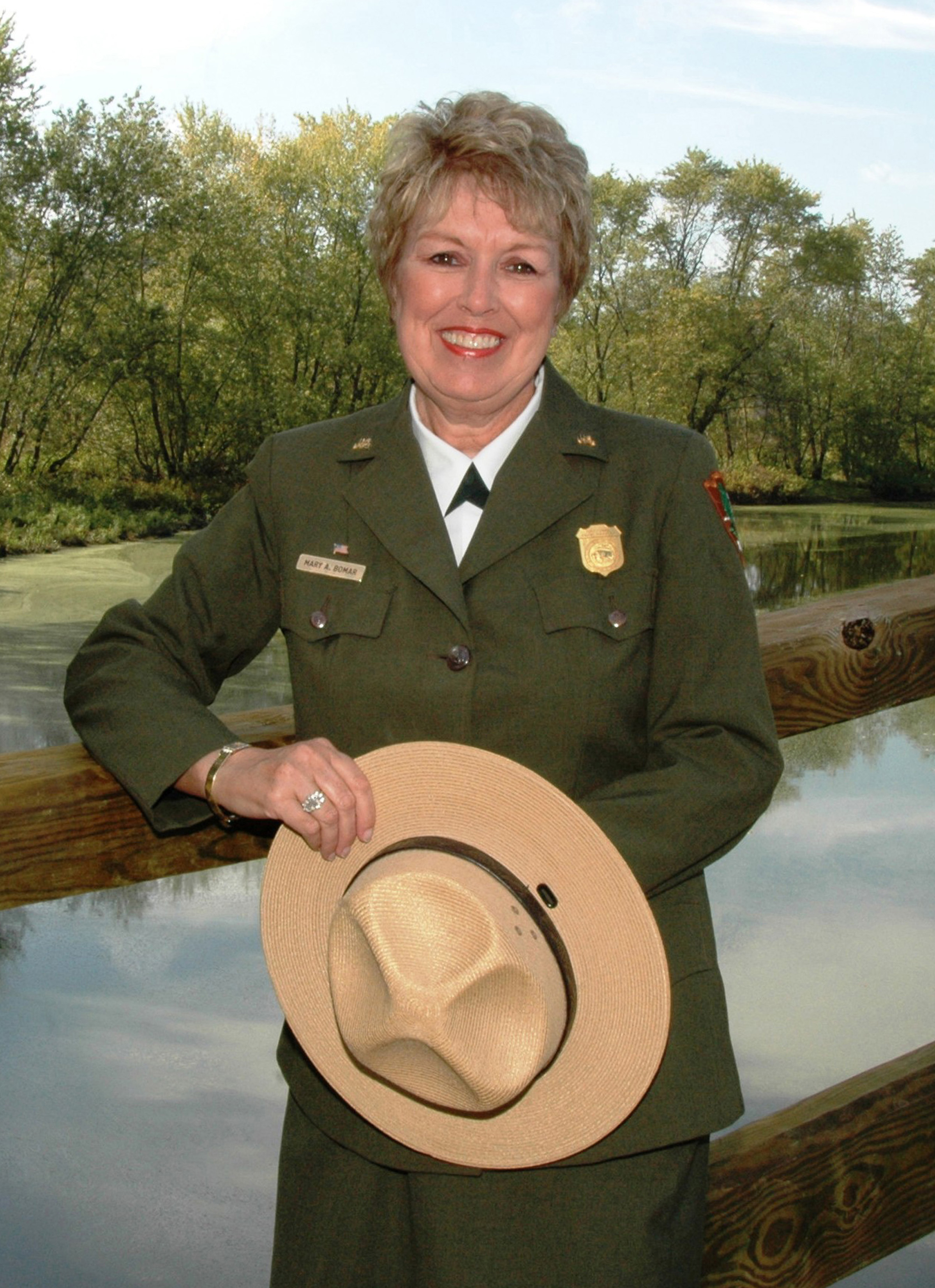
Колишній директор Національної паркової служби США Мері Бомарр (Mary Bomar) в формі рейнджера парку.

Рейнджер парку або парковий рейнджер (Park ranger) — у США та деяких інших країнах, людина, зайнята в захисті і збереженні природоохоронних територій, лісів (синонім лісника у такому випадку), диких територій та інших природних ресурсів. Часто професію описують як «захист людей від ресурсів і ресурсів від людей». Професія включає ряд спеціалізацій, і для більшості рейнджерів парку потрібно бути майстерним в більш ніж одній. Наприклад, місія «захисту і збереження» також повинна реалізуватися через формування відповідного ставлення до охорони природи в народі.